# Linie lotnicze w Polsce
Wykaz polskich przewoźników aktualnie uprawnionych do wykonywania przewozu lotniczego na podstawie ważnej koncesji Urzędu Lotnictwa Cywilnego oraz przewoźników lotniczych istniejących w przeszłości.

## Linie lotnicze istniejące obecnie
Przewoźnicy uprawnieni do zarobkowego przewozu lotniczego osób i towarów:
| # | Nazwa przewoźnika | Kod IATA | Kod ICAO | Znak wywoławczy | Rok powstania | Koncesja na przewóz | Koncesja na przewóz | Koncesja na przewóz | Koncesja na przewóz | Kierunki lotów                 | WWW |
| # | Nazwa przewoźnika | Kod IATA | Kod ICAO | Znak wywoławczy | Rok powstania | regularny           | nieregularny        | osób                | cargo               | Kierunki lotów                 | WWW |
| - | --- | -------- | -------- | --------------- | ------------- | ------------------- | ------------------- | ------------------- | ------------------- | ------------------------------ | --- |
| 1 | Enter Air | E4       | ENT      | ENTER           | 2010          | TAK                 | TAK                 | TAK                 | TAK                 | czarterowe                     |     |
| 2 | Polskie Linie Lotnicze LOT (usługi czarterowe prowadzone pod marką LOT Charters)                                                                                        | LO       | LOT      | LOT POLLOT      | 1929 2009     | TAK                 | TAK                 | TAK                 | TAK                 | rozkładowe czarterowe          |     |
| 3 | SkyTaxi | TE       | IGA      | IGUANA          | 2000          | TAK                 | TAK                 | TAK                 | TAK                 | towarowe                       |     |
| 4 | Buzz (spółka-córka irlandzkich linii Ryanair; dawniej Ryanair Sun) | RR       | RYS      | MAGIC SUN       | 2017          | TAK                 | TAK                 | TAK                 | TAK                 | rozkładowe czarterowe          |     |
| 5 | SprintAir oparte na koncesjach dwóch przewoźników: SprintAir S.A. (dawniej Air Polonia Cargo, Sky Express, Direct Fly) SprintAir Cargo Sp. z o.o. (dawniej Sky Carrier) | –        | SRN SAR  | SPRINTAIR –     | 2003 2006     | TAK                 | TAK                 | TAK NIE             | TAK                 | rozkładowe towarowe czarterowe |     |
| 6 | Smartwings Poland (spółka-córka czeskich linii Smartwings; dawniej Travel Service Polska)                                                                               | 3Z       | TVP      | JETTRAVEL       | 2012          | NIE                 | TAK                 | TAK                 | NIE                 | czarterowe                     |     |

## Zlikwidowane linie lotnicze
- Small Planet Airlines 2007-2018
- 4You Airlines 2013-2014
- Aero 1925-1928
- Aero-Targ V 1921-VI 1921
- Aerolot 1922-1928 (do 1925 Aerolloyd)
- Air Poland 2007-2012 (do 2011 Air Italy Polska)
- Air Polonia 2001-2004
- Bingo Airways 2011-2014
- Centralwings 2004-2009
- Direct Fly 2005-2007
- Eurolot 1997-2015
- GetJet 2003-2004
- OLT Express 2011-2012
- Polnippon Cargo 1990-1996
- Polonia Airways 1994-1999
- Prima Charter 2005-2008 (do VIII 2006  Fischer Air Polska, do XII 2006 Euro Charter)
- Silesian Air 2001-2004
- White Eagle Aviation 1992-2010